# Langues juives

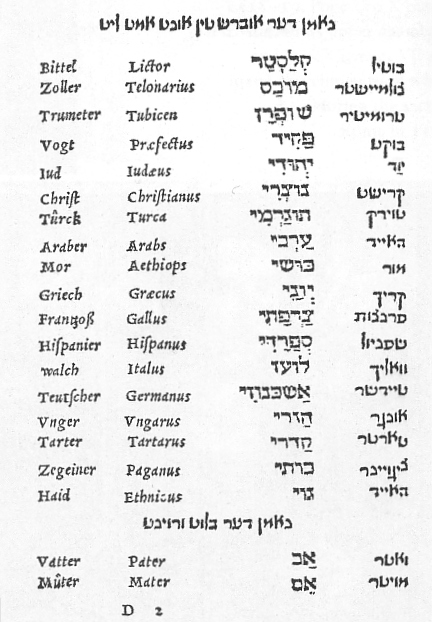
Page d'un dictionnaire allemand-latin-hébreu-yiddisch, -

On nomme langues juives un ensemble de langues, non apparentées entre elles, qui ont pour point commun d'avoir été employées exclusivement ou presque exclusivement par des communautés juives.
Un grand nombre de ces langues se caractérise par la présence de mots empruntés à l'hébreu. Toutefois, la plupart des variétés de langue parlées par des juifs gardent un vocabulaire et une structure linguistique en grande part identique à la langue dont elles sont une variété.
Le concept de langues juives, créé par Max Weinreich, un spécialiste du yiddish, a été contesté par les linguistes puisqu'il regroupe des langues différentes sur la base d'un critère sociologique — le fait d'être parlées par des juifs — et non proprement linguistique. L'étude comparative des différentes « langues juives » montre en effet qu'il n'existe aucun facteur commun à toutes ces langues. Toutefois, la dénomination de langue juive continue d'être employée par commodité.

## Histoire jusqu’auXIXesiècle
Les Juifs de l'époque biblique, dans le territoire de l'actuel Israël ou en Judée, parlaient l'hébreu biblique, langue dans laquelle est composé l'Ancien testament, livre sacré des Juifs, ainsi que postérieurement la Michna, le code législatif juif. Mais avec la destruction du Second Temple, la plupart s'étaient mis à parler l'araméen, et une grande partie de la diaspora juive parlait déjà le grec. Émigrant hors de Judée, ils adoptèrent de plus en plus la langue locale. Pendant l'Antiquité tardive, l'araméen et le grec étaient les langues principales des Juifs. Le Targoum et la plus grande partie du Talmud furent écrits en araméen. 
Au fil du temps, l'installation de communautés juives dans des régions de langues variées occasionna l'adoption par les juifs de ces nombreuses langues. Mais, la pratique religieuse des Juifs et leurs prières étant basés sur des textes hébreux, les Juifs, même lorsqu'ils parlaient d'autres langues, ont conservé à l'hébreu un statut particulier, d'où le nom qui lui est donné de lashon hakodesh (« langue sacrée »).  
Il en résulta, parmi les locuteurs juifs, des influences plus ou moins profondes de l'hébreu sur leur pratique des langues locales, mais aussi par d'autres innovations. Ainsi, une grande variété de dialectes spéciaux de ces langues apparurent chez les Juifs. Les plus répandues furent ainsi successivement le judéo-arabe parlé par les juifs mizrahim (« orientaux ») du Moyen-Orient et du Yémen, le judéo-grec parlé par les juifs romaniotes dans l'Empire romain d'Orient (dit byzantin), le judéo-espagnol parlé par les juifs séfarades (« espagnols ») en Andalousie puis tout autour de la Méditerranée à la suite de la persécution de l'Inquisition espagnole et de l'expulsion de 1492, et le yiddish parlé par les juifs ashkénazes (« allemands » ou « scythes ») en Europe centrale, occidentale puis orientale. Si certaines de ces langues, comme le judéo-arabe, c'est-à-dire de l'arabe écrit avec l'alphabet hébreu, ont été abondamment utilisées à l'écrit, notamment par Maïmonide, l'hébreu restait partout utilisé dans des cadres religieux et officiels tels que les événements religieux et gardait ainsi une importance, tout comme plus marginalement l'araméen, pour l'écriture des Ketouba (contrats de mariages).
Les Juifs de la diaspora ont formé de nombreuses communautés souvent isolées, en raison de l'intolérance religieuse médiévale qui se traduisait par une stricte séparation entre les différentes confessions, provoquant l'ostracisme et des persécutions contre les communautés minoritaires, repliées sur elles-mêmes pour maintenir leur propre culture. Ce facteur sociologique a contribué à l'éloignement entre les variétés parlées par les juifs et les langues des peuples parmi lesquels ils vivaient.
Au début du XIXe siècle, le yiddish était la langue principale des Juifs en Europe de l'Est (ce qui en faisait la langue la plus parlée par les Juifs dans le monde), tandis que le judéo-espagnol s'était répandu dans le Maghreb, en Grèce, dans les Balkans et jusque dans l'actuelle Turquie. De petits groupes en Europe parlaient des langues telles que le judéo-italien, le yévanique, le karaïm, ainsi que le judéo-provençal. Les Juifs du monde arabe parlaient différentes langues regroupées sont l'appellation de judéo-arabe, tandis que les Juifs d'Iran parlaient le judéo-perse, certains juifs du Maroc le judéo-berbère ou encore, au Kurdistan, le judéo-araméen.

## Langues parlées par les juifs aujourd'hui
Ce tableau général a été fortement modifié par des événements historiques majeurs à partir de la fin du XIXe siècle. L'émigration de plusieurs millions de juifs européens vers l'Amérique du Nord a fortement augmenté le nombre d'anglophones juifs. Pour beaucoup de Juifs du Maghreb, la période coloniale a entraîné le passage au français et à l'espagnol. Enfin, le sionisme a relancé l'hébreu comme langue vivante, en a augmenté le vocabulaire de façon substantielle et en a simplifié la phonétique. Éliézer Ben-Yehoudah a joué un rôle de tout premier plan dans la renaissance de cette langue, tandis que la Haskala promouvait l'hébreu au détriment du yiddish. La Shoah a éradiqué la grande majorité des Juifs européens parlant le yiddish, l'allemand et le judéo-espagnol. Le conflit israélo-palestinien a amené de nombreux Juifs à quitter le monde arabe.
Les Juifs d'aujourd'hui parlent généralement les langues de leur pays de résidence sans qu'il en résulte un dialecte spécifique. La langue la plus parlée par les Juifs aujourd'hui est l'anglais. Vient ensuite l'hébreu moderne, la langue parlée en Israël ainsi que par des émigrants israéliens vivant à l'étranger. L'hébreu est la langue de tous les jours en Israël, bien que pour une grande partie de la population, l'hébreu soit la deuxième langue. La troisième langue la plus parlée par les Juifs est actuellement le russe, avec environ deux millions de locuteurs issus de l'ancienne Union soviétique et dont la majorité vit actuellement en Israël. Environ 1 million d'Israéliens parlent russe couramment. Le français, l'espagnol et le portugais sont les autres langues parlées par un grand nombre de Juifs. Des centaines de milliers de Juifs parlent le français en France et au Québec, la plupart d'entre eux étant issus d'Afrique du Nord où ils parlaient autrefois le judéo-espagnol ou l'arabe. L'espagnol et le portugais sont parlés par les communautés juives d'Amérique centrale et du Sud. Une part importante des immigrants en Israël parlent ainsi couramment français ou espagnol.
Le yiddish et le judéo-espagnol, qui correspondaient aux deux grandes aires de civilisation ashkénaze et séfarade, continuent à être parlés par certaines générations et dans certains îlots d'Europe (Anvers) et d'Amérique (États-Unis). Le yiddish est toujours parlé chez les Haredim. Si le nombre de locuteurs diminue, on note cependant un regain d'intérêt pour ces langues considérées comme porteuses d'un héritage culturel. Nombre des langues évoquées précédemment restent malgré tout des langues en danger. Certaines, comme le judéo-araméen ou le judéo-provençal, sont éteintes ou en voie d'extinction.

## Les langues juives en France
La France, siège de plusieurs communautés juives plus ou moins anciennes, a été le berceau de plusieurs langues juives. Au Moyen Âge, les juifs de France ont produit un certain nombre de textes dans des dialectes d'oïl écrits en caractères hébraïques, que l'on considère comme du judéo-français. Rachi a notamment compilé de nombreuses gloses dans cette langue, dont l'étude est utile à la connaissance du lexique français ancien. Les formes d'ancien français parlées par les juifs de la France médiévale ont disparu peu après l'expulsion des juifs du royaume de France en 1394.
A l'Époque moderne, les trois grands centres de la vie juive en France ont chacun leur langue particulière. Les juifs d'Alsace et de Lorraine parlent le jéddischdaitsch, une variété de dialecte alsacien ou de mosellan, selon le lieu, teintée d'emprunts à l'hébreu. Les juifs de Provence et du Comtat Venaissin parlent une forme de provençal appelée par les linguistes judéo-provençal — le dernier texte écrit dans cette langue, une pièce de théâtre intitulée Harcanot et Barcanot, date de 1825. Les juifs dits portugais du Sud-Ouest ont parlé un dialecte gascon spécial, dit judéo-gascon. Ces deux variétés juives d'occitan sont aujourd'hui éteintes.
Les juifs de la France contemporaine parlent tous français, mais parfois avec des variantes particulières. Les quelques descendants des anciennes communautés juives du Sud-Ouest ont conservé dans leur français un vocabulaire spécial emprunté au dialecte gascon de leurs ancêtres. Les membres des communautés ashkénases, originaires des départements de l'Est ou d'Europe centrale, emploient parfois en français quelques mots de jéddischdaitsch ou de yiddish. Arrivés plus récemment, les juifs d'Afrique du Nord utilisent un certain nombre d'emprunts au judéo-arabe. Mais ces faits de variation linguistique sont souvent occasionnels, et leurs locuteurs sont tous capables de parler également le français standard.

## Variétés linguistiques considérées comme des langues juives
- variétés judéo-arabes : l'arabe judéo-irakien, l'arabe judéo-marocain, l'arabe judéo-tripolitain, l'arabe judéo-tunisien, l'arabe judéo-yéménite.
- dialectes néo-araméens : le hulaula (Kurdistan iranien), le lishán didán (Azerbaïdjan iranien), le lishanid noshan (Kurdistan irakien du Sud), le lishana deni (Kurdistan irakien du Nord), Judéo-araméen galiléen.
- dialectes persans : le boukharique (parlé par les Juifs de Boukhara), le dzhidi (judéo-persan), le juhuri (ou judéo-tat, parlé par les Juifs des montagnes)
- dialectes couchitiques parlés en Éthiopie : Kayla[7], Qwara[8]
- variétés romanes : le judéo-espagnol et ses variantes dialectales occidentales (tetuani et haketiya), le judéo-italien (italkien), le judéo-portugais, le judéo-provençal, le judéo-français (sarphatique), le judéo-gascon[9], le judéo-catalan, le bagitto (parlé par les Granas ou Juifs livournais).
- autres : le yévanique (judéo-grec, parlé par les Romaniotes), le judéo-turc, le judéo-géorgien, le judéo-berbère, le yiddish (judéo-allemand) et sa variante le jéddischdaitsch (judéo-alsacien).

## Galerie

Dessin schématique de l'inscription judéo-araméenne sur une plaque d'or trouvée à Mtskheta en Géorgie (Caucase), IVe - VIe
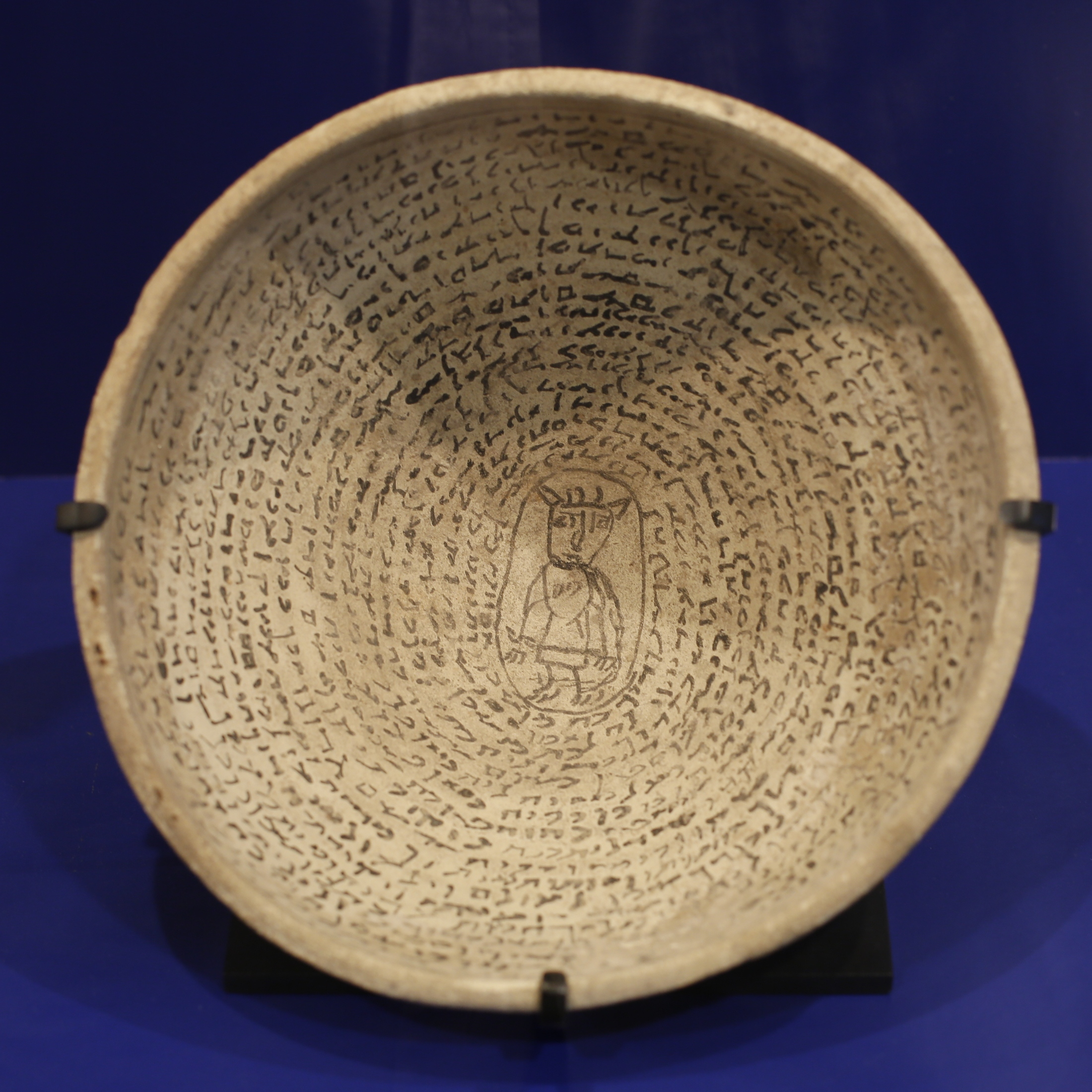
Coupe avec inscriptions en judéo-araméen
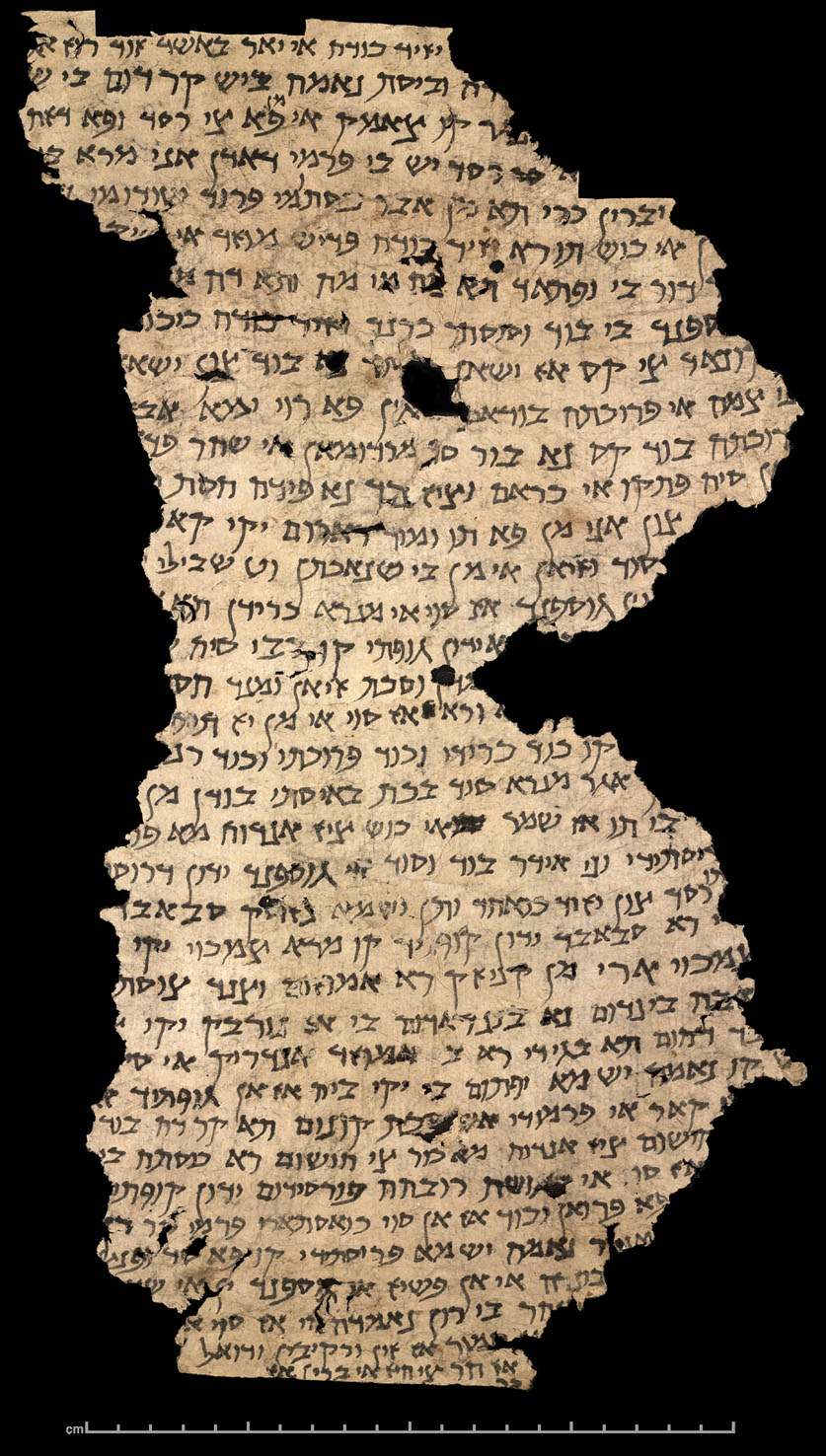
Lettre en judéo-persan, VIIIe
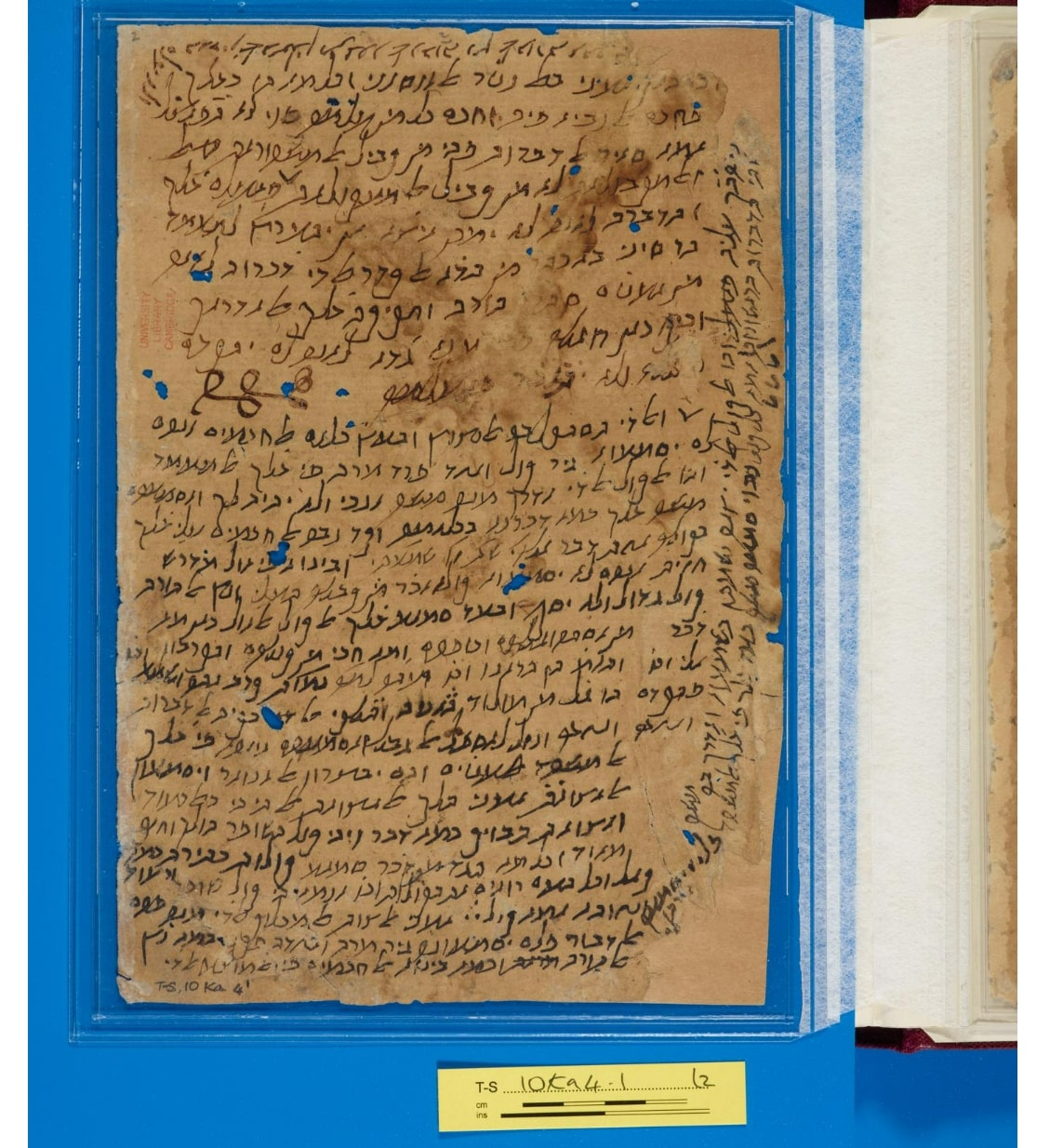
Page judéo-arabe, écrite en arabe en employant l'alphabet hébraïque (aljamiado), Maïmonide, XIIe
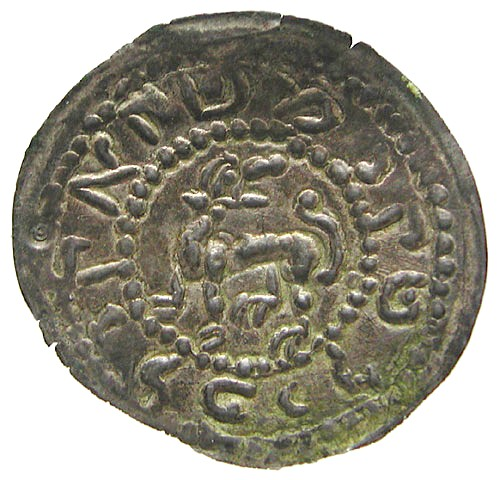
Monnaie de type bractéate à l’effigie de Miezko III, frappée en  knaanique, Pologne, XIIe
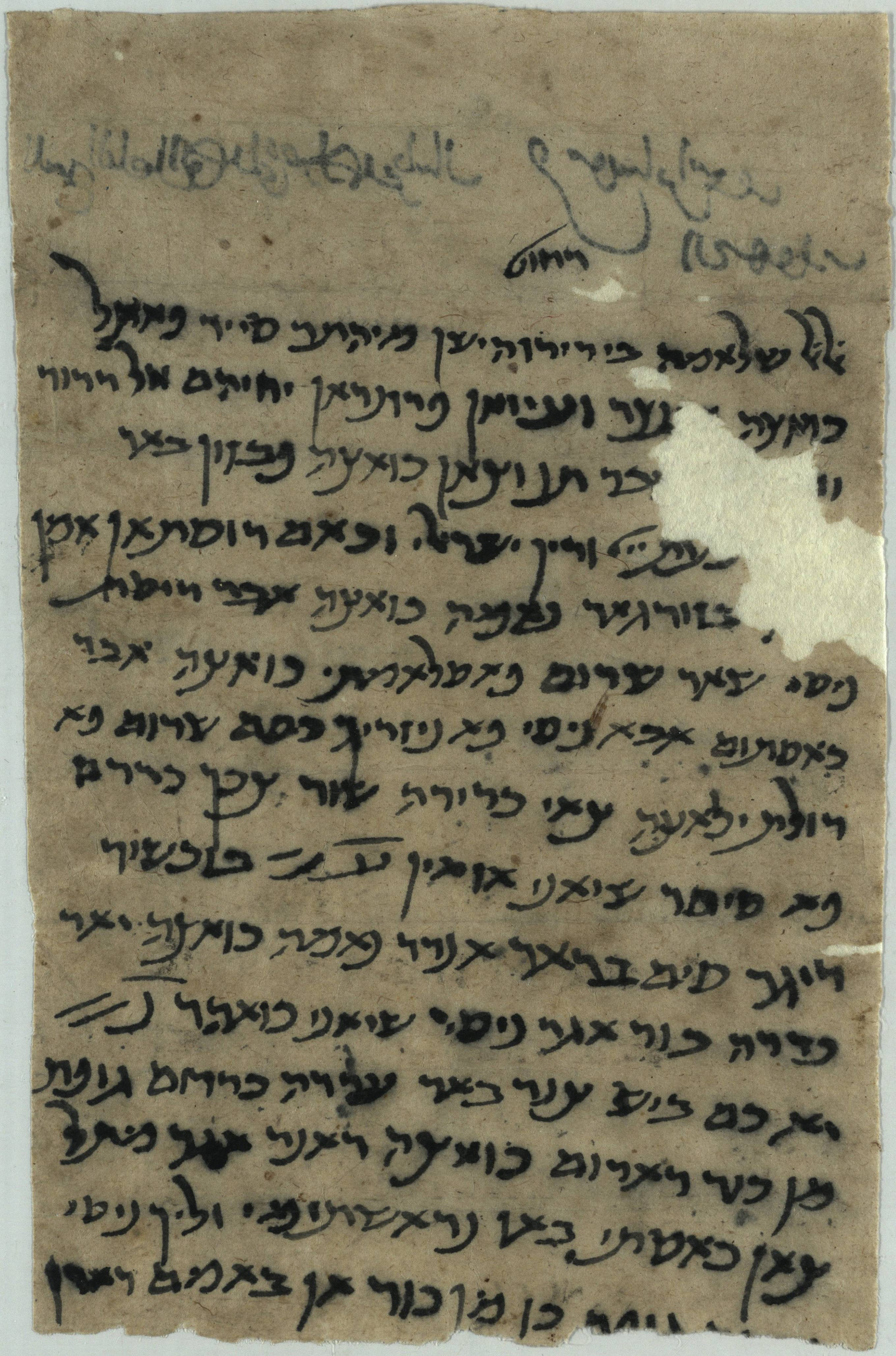
Lettre médiévale en judéo-persan (Guenizah afghane)
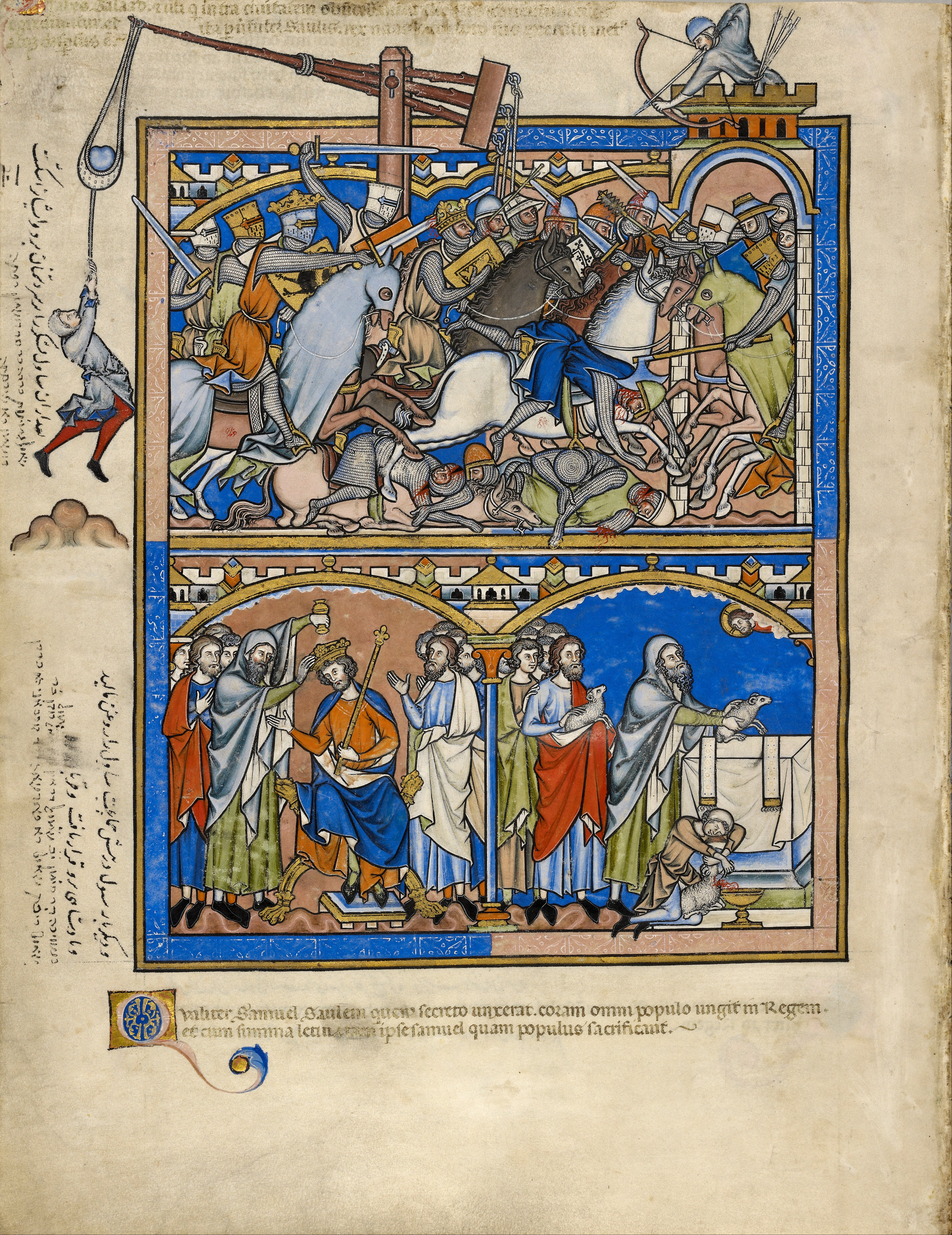
Page de la Bible Morgan de 1240, avec des inscriptions ajoutées en latin (XIVe) puis en persan (1608) et enfin en judéo-persan (début XVIIIe)[10],
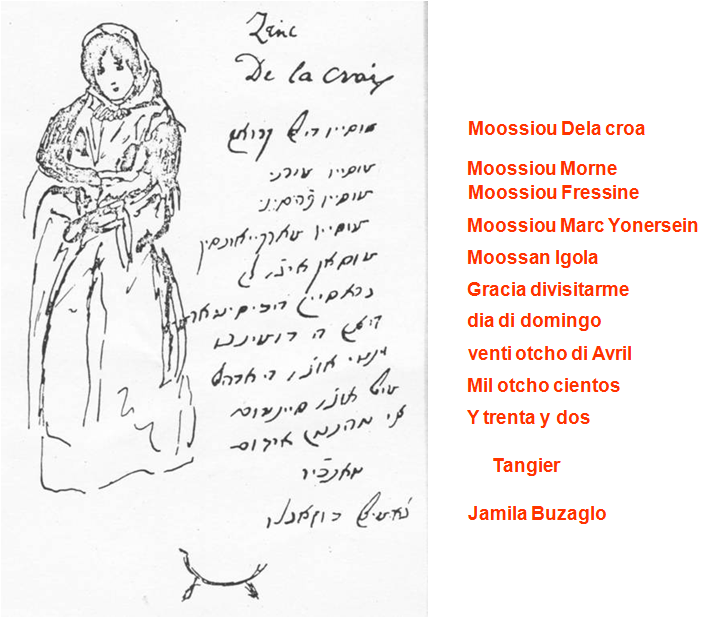
Lettre de Jamila Buzaglo au peintre Delacroix écrite en haketia, Tanger (Maroc), 15 juin 1832
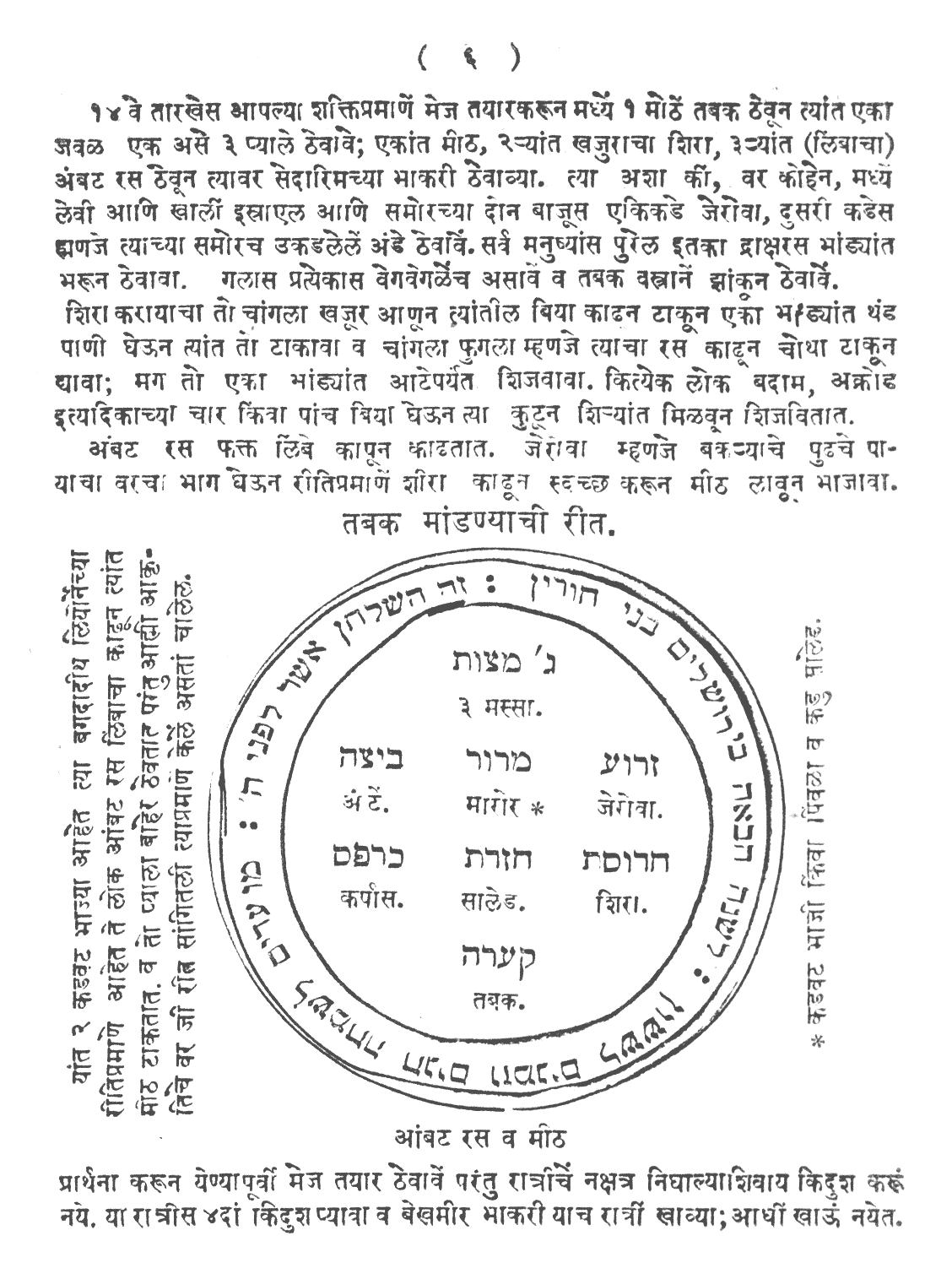
Page de Haggadah en judeo-marathi imprimée à Mumbai (Inde) en 1890
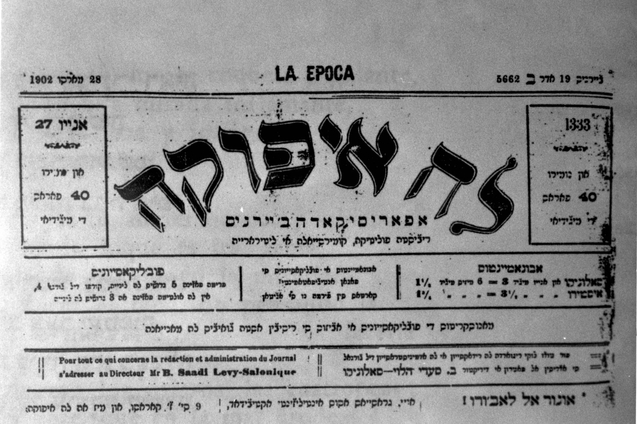
Page de « La Epoca », journal en ladino de Salonique durant l'Empire ottoman, 1902
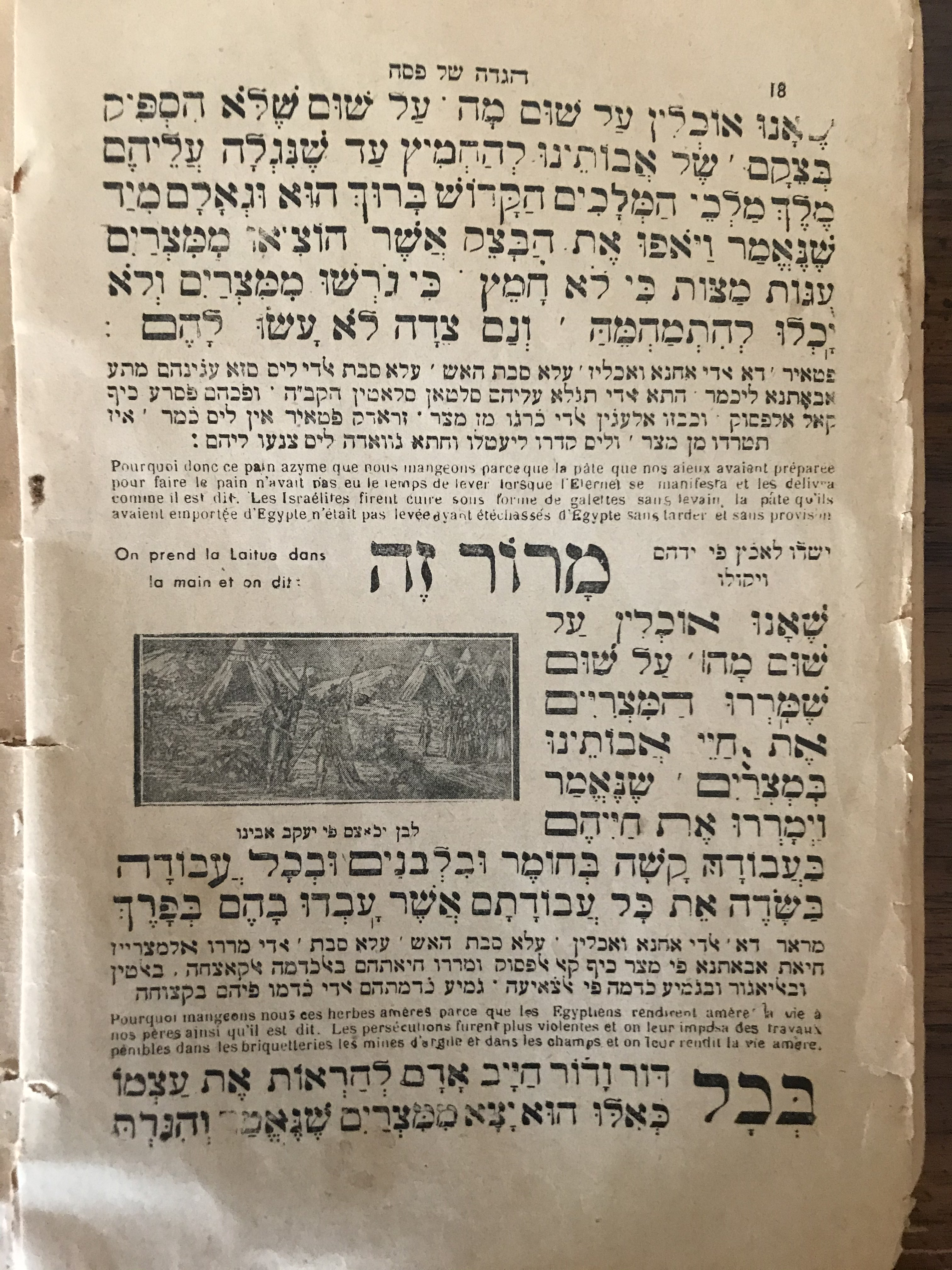
Page d'une Haggada de Tunis en hébreu avec traduction en judéo-tunisien et français, v. 1935